# Nori
Nori (em japonês: 海苔; em chinês: 海苔, hǎidài; em coreano 김, kim ou gim) é uma espécie de folha feita a partir de algas marinhas amplamente utilizada em pratos da culinária japonesa.  É geralmente de cor esverdeada ou avermelhada dependendo da espécie de alga empregada na fabricação. No Japão ele é geralmente de cor esverdeada.
Pode ser usado ao redor dos onigiri e sushi, muito populares no Japão, também muito usado esfarelado, ou cortado em pequenas tiras misturados ou polvilhados por cima da comida.
A alga Nori é rica em proteína, cálcio, ferro, vitamina A, B e C. A alga nori contém duas vezes mais proteína do que algumas carnes.